# Neobisium ruffoi
Espèce
Neobisium ruffoi est une espèce de pseudoscorpions de la famille des Neobisiidae.

## Distribution
Cette espèce est endémique de Campanie en Italie. Elle se rencontre dans les monts Picentini.

## Étymologie
Cette espèce est nommée en l'honneur de Sandro Ruffo.

## Publication originale
- Beier, 1958 : Eine neue Neobisium-Art aus den Picentinischen Bergen in Süd-Italien. Memorie del Museo Civico di Storia Naturale di Verona, vol. 6, p. 135-137.